# Al Masriyah
 (juin 2016).
Si vous disposez d'ouvrages ou d'articles de référence ou si vous connaissez des sites web de qualité traitant du thème abordé ici, merci de compléter l'article en donnant les références utiles à sa vérifiabilité et en les liant à la section « Notes et références ».
Pour le village syrien, voir Al-Masriyah.
Al Masriya est une chaîne de télévision nationale égyptienne diffusée par satellite. Tout comme ESC (Egyptian Space Channel), à laquelle elle a succédé en 2007, elle reprend une sélection de programmes issus des chaînes publiques égyptiennes.
Al Masriya est une filiale de l'Union de la radio et de la télévision égyptienne (ERTU) et reprend à ce titre les principales émissions diffusées par ce réseau : séries arabes à succès, retransmissions sportives, variétés, films et bulletins d'information.
Les émissions débutent le matin après une lecture de versets du Coran et se poursuivent par le programme matinal Sabah el kheir ya Misr (« Bonjour l'Égypte ») où alternent informations et rubriques pratiques.
Lancée le 12 décembre 1990 sous le nom de ESC 1, elle fut rebaptisée Al Masriya en 2007. Elle est diffusée en Europe, en Afrique du Nord et au Moyen-Orient sur les satellites Hot Bird et Astra.
En Europe, Al Masriya a cessé sa diffusion sur Astra le 30 juin 2010, au profit d'une diffusion sur Hot Bird.